# Emanuel Murant

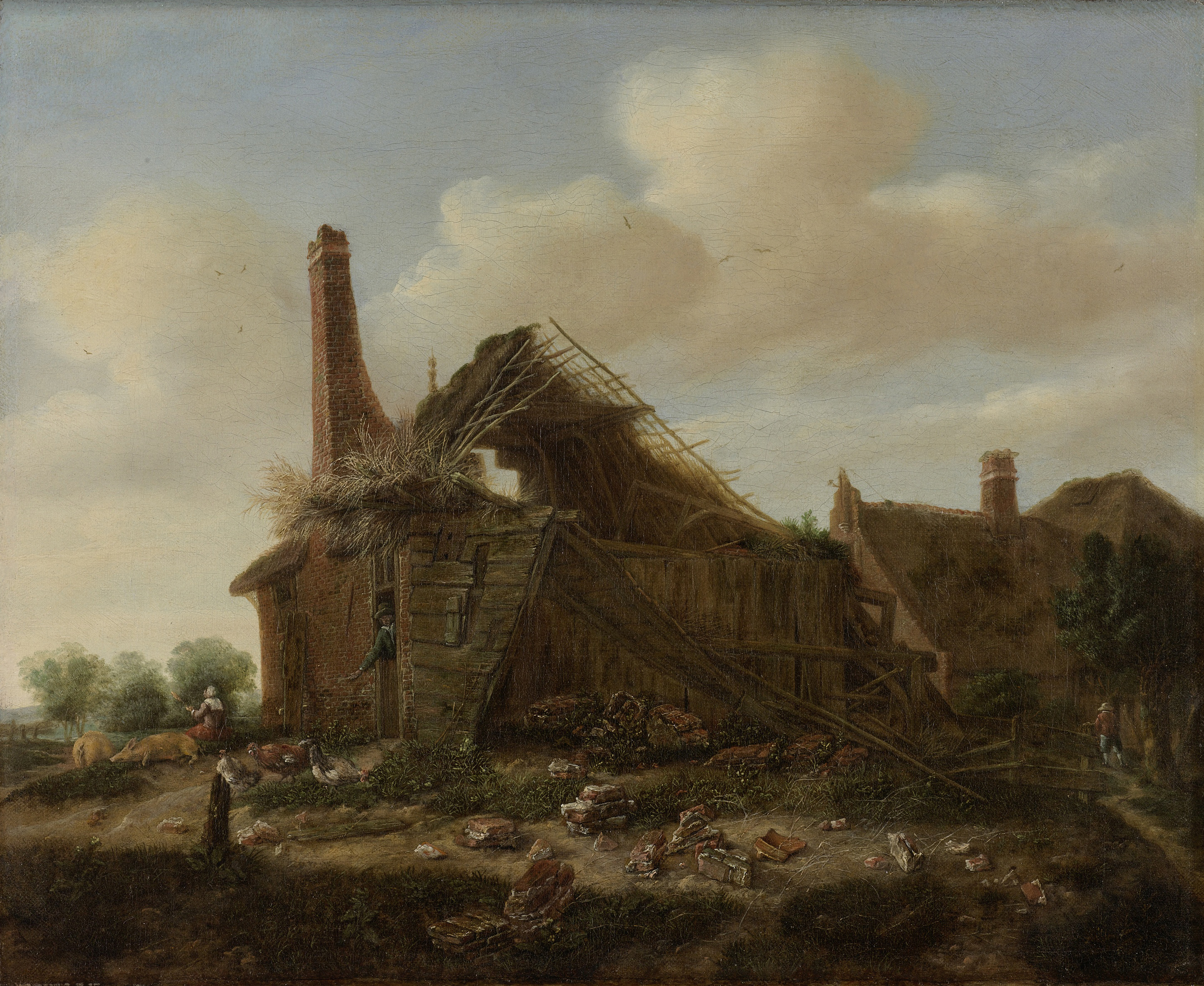
Zrujnowana zagroda, Rijksmuseum

Emanuel Murant (ur. 22 grudnia 1622 w Amsterdamie, zm. ok. 1700 w Leeuwarden) – holenderski malarz barokowy.
Urodził się w Amsterdamie, studiował u Philipsa Wouwermana w Haarlem. Według historiografa sztuki Arnolda Houbrakena wyjeżdżał do Francji i w 1670 ożenił się z Berberke Willems, by osiąść na stałe w Leeuwarden.
Emanuel Murant malował przede wszystkim wiejskie pejzaże, przedstawiające chłopskie zabudowania w manierze zbliżonej do Philipsa Wouwermana i Paulusa Pottera.
W zbiorach Muzeum Narodowego w Poznaniu znajduje się obraz Muranta Zabudowania wiejskie.